# Yentl Van Genechten
Yentl Van Genechten (18 augustus 2000) is een Belgisch voetballer die bij voorkeur als verdediger speelt. Hij komt sinds 2022 uit voor KAS Eupen.

## Carrière
Van Genechten begon zijn jeugdopleiding op zijn vijfde bij KSK Heist. Op tienjarige leeftijd belandde hij voor het eerst bij KVC Westerlo. Na een passage van twee seizoenen bij de jeugd KV Mechelen keerde hij terug naar Westerlo om daar in het voorjaar van 2018, op zeventienjarige leeftijd, zijn eerste profcontract aangeboden te krijgen. Op 3 februari 2018 maakte hij zijn officiële debuut in het eerste elftal: in de competitiewedstrijd tegen Lierse SK, die Westerlo met 6-0 won, mocht hij van trainer Bob Peeters in de 82e minuut invallen voor Daan Heymans. Later dat seizoen mocht hij ook invallen in de play-downwedstrijden tegen KSV Roeselare en Union Sint-Gillis.
In het seizoen 2018/19 kreeg hij in het begin van het seizoen een basisplaats in de bekerwedstrijd tegen KFC Duffel, maar moest hij voor zijn volgende speelminuten wachten op Play-off 2. Het seizoen daarop werd hij uitgeleend aan Thes Sport. Na afloop van die uitleenbeurt maakte hij transfervrij de overstap naar Lierse Kempenzonen, waar hij een contract voor één jaar met optie op een extra jaar ondertekende. Van Genechten groeide meteen uit tot een vaste waarde bij de Pallieters.
In juli 2021 ondertekende Van Genechten een contract voor twee seizoenen met optie op een extra jaar bij KRC Genk, waar hij aanvankelijk aansloot bij Jong Genk, de beloftenploeg. In het seizoen 2021/22 werd deze beloftenploeg kampioen in de beloftenreeks met Van Genechten als vast gezicht op de rechtsachterpositie. In het seizoen 2022/23 maakte Van Genechten de overstap naar het eerste elftal van KAS Eupen nadat coach Bernd Storck, die eveneens dezelfde overstap maakte, sterk aandrong op zijn komst.

## Clubstatistieken
| Seizoen | Club               | Competitie      | Competitie | Competitie | Beker | Beker | Supercup | Supercup | Internationaal | Internationaal | Totaal | Totaal |
| Seizoen | Club               | Competitie      | Wed.       | Dlp.       | Wed.  | Dlp.  | Wed.     | Dlp.     | Wed.           | Dlp.           | Wed.   | Dlp.   |
| ------- | ------------------ | --------------- | ---------- | ---------- | ----- | ----- | -------- | -------- | -------------- | -------------- | ------ | ------ |
| 2017/18 | KVC Westerlo       | Eerste klasse B | 3          | 0          | 0     | 0     | —        | —        | —              | —              | 3      | 0      |
| 2018/19 | KVC Westerlo       | Eerste klasse B | 4          | 0          | 1     | 0     | —        | —        | —              | —              | 5      | 0      |
| 2019/20 | → Thes Sport       | Eerste Amateur  | 16         | 0          | 0     | 0     | —        | —        | —              | —              | 16     | 0      |
| 2020/21 | Lierse Kempenzonen | Eerste klasse B | 25         | 1          | 0     | 0     | —        | —        | —              | —              | 25     | 1      |
| 2021/22 | KRC Genk           | Eerste klasse A | 0          | 0          | 0     | 0     | 0        | 0        | 0              | 0              | 0      | 0      |
| 2022/23 | KAS Eupen          | Eerste klasse A | 2          | 0          | 0     | 0     | —        | —        | —              | —              | 2      | 0      |
| Totaal  | Totaal             | Totaal          | 50         | 1          | 1     | 0     | 0        | 0        | 0              | 0              | 51     | 1      |